# Велико национално събрание на Турция
Великото национално събрание на Турция (на турски: Türkiye Büyük Millet Meclisi, съкратено TBMM), наричан просто Меджлис е еднокамарен турски парламент. Това е единственият законодателен орган, определен с турската конституция от 1921 г. Основан е по време на турската война за независимост в Анкара на 23 април 1920 г.. Тогавашното правителство, известно като „Първи кабинет на изпълнителните министри на Турция“ (на турски: İcra vekilleri heyeti е формирано през май 1920 г., като парламентът избира членовете му и избира за президент Мустафа Кемал Ататюрк, като им поставя задача да основат нова държава след окупацията на Константинопол и разпада на Османската империя. Настоящият национален парламент на Турция е негов правоприемник.

## Създаване
Великото национално събрание на Турция е свикано през април 1920 г. с цел приемането на конституция, което става факт през януари 1921 г. Инициатор на свикването на новия представителен орган е лидерът на националноосвободителното движение Мустафа Кемал Ататюрк.
На 28 януари 1920 г. в Константинопол новоизбраната камара, в която мнозинството от депутатите са привърженици на кемалисткото движение, приемат „Декларация за независимост на Турция“, по-известна като Национален турски пакт, или Национален обет (на турски: Misak-ı Millî). Териториалните въпроси в този документ са решени по следния начин: въпросът за арабските земи ще бъде решен с плебисцит от тяхното население, а земите, населени с представители на турската нация, трябва безусловно да останат в Турция. Като територия на турската нация, се разбира цялата територия на съвременна Турция с изключение на Западна Тракия и районите на Карс, Ардаган и Батуми, където се предполага провеждането на референдум за държавната принадлежност.
В отговор на приемането на Националния обет държавите от Антантата на 16 март 1920 г. започват да завземат ключови здания в Константинопол и да арестуват турски националисти, които са интернирани на остров Малта. На 18 март османският парламент протестира срещу тези действия и е разпуснат.
На 19 март намиращият се в Анкара Мустафа Кемал изпраща телеграма до всички губернатори на провинции и командващи на военните части, в която им предлага да вземат участие във „формирането на асамблея, която да има извънредна власт по въпросите, свързани с управлението на нацията“; султанското правителство, превърнало се в марионетка на интервентите, е напълно дискредитирано, а събралото се в Анкара Велико народно събрание става негова алтернатива.

## История
Турция има история на парламентарно управление от края на XIX век. То включва опитите за ограничаване на абсолютната монархия по време на Първата конституционна епоха (установяването на конституционна монархия и двукамерен парламент с Османската конституция), както и националните събрания, избирани през Втората конституционна епоха след фактическото разпадане на Османската империя в началото на XX век и преди обявяването на Република Турция.

## Премахване на султаната
Премахването на Османския султанат от Великото национално събрание на Турция на 1 ноември 1922 г. слага край на Османската империя, основана през 1299 г.
На 11 ноември 1922 г. на Лозанската конференция е признат суверенитетът на събранието, упражняван от правителството в Анкара, над Турция. Последният султан, Мехмед VI, напуска османската столица Константинопол на 17 ноември 1922 г. Легалната позиция е утвърдена с подписването на Лозанския договор на 24 юли 1923 г.

## Премахване на халифата
Османският халифат е премахнат на 3 март 1924 (27 Rajab 1342 AH) с декрет на Великото национално събрание на Турция. Това е една от реформите на Ататюрк направени след обявяването на Турция за република и премахването на Османската империя. Последният османски халиф Абдул Меджид II, който не е султан, е свален и прогонен от Турция заедно с Мустафа Сабри, последният шейх юл-ислям.